# Nolde (Adelsgeschlecht)

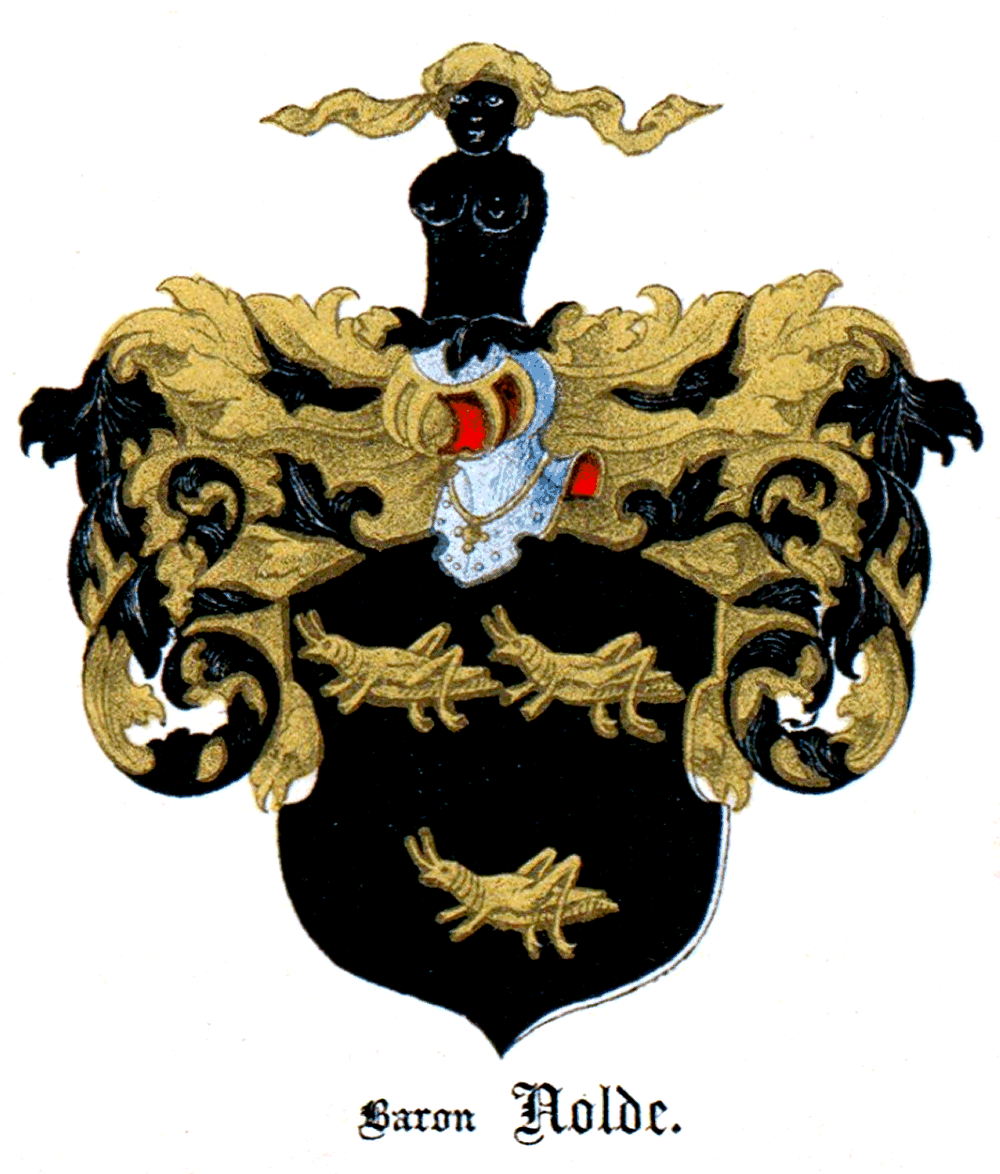
Wappen der Barone von Nolde

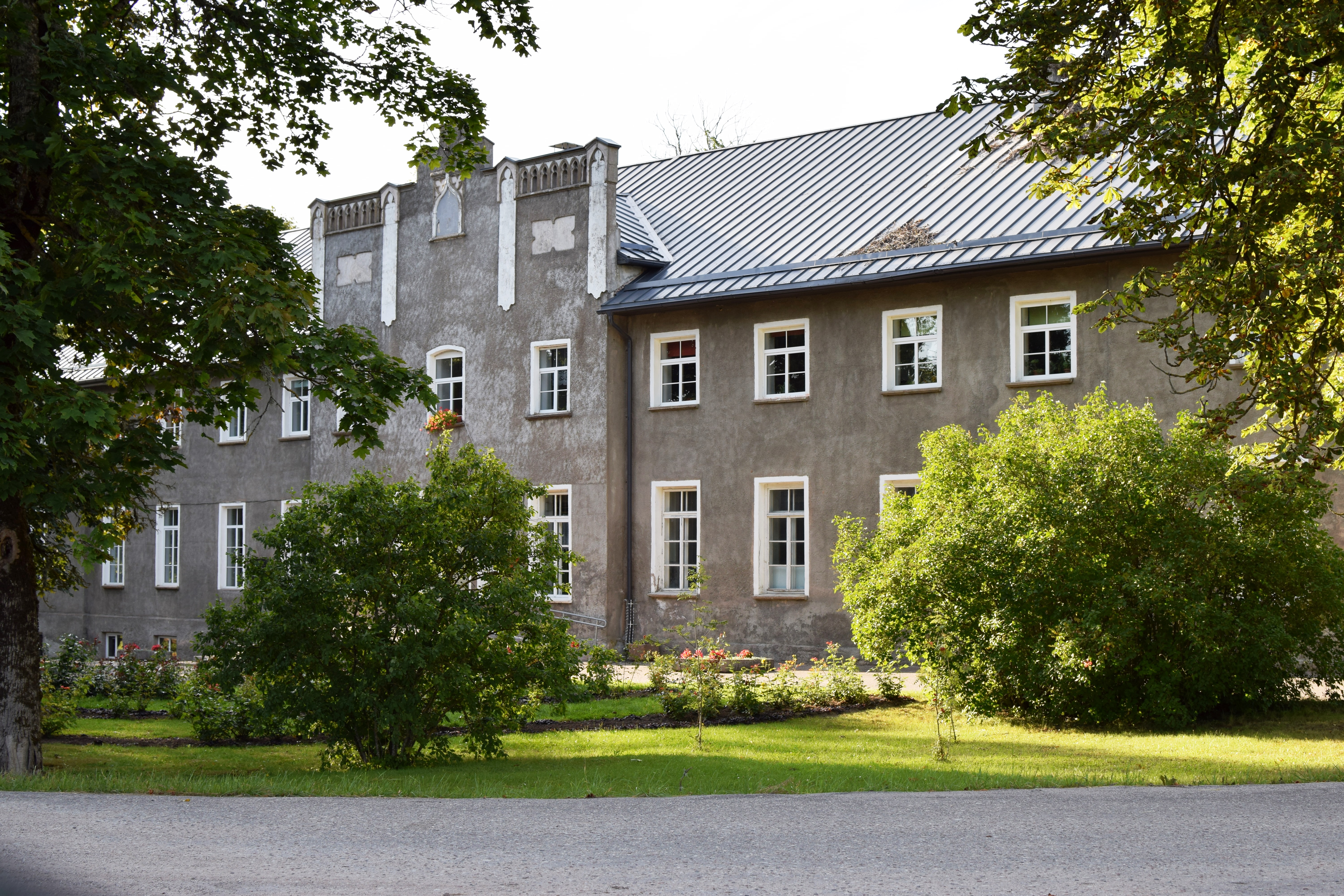
Herrenhaus Kalleten (2017), das Rittergut Kalleten war wie Wirgen 1560–1920 bei der Familie

Nolde ist der Name eines kurländischen Adelsgeschlechts.

## Geschichte
Das Geschlecht beginnt seine Stammreihe mit Cordt von Nolde, welcher 1466 vom Ordensmeister Johann von Mengede bei Windau mit 12 Haken Land belehnt wurde. Die Familie hat sich auch nach Ostpreußen, Dänemark, Frankreich und ins innere Russland ausgebreitet. Das Geschlecht war seit 17. Oktober 1620 in der 1. Klasse der kurländischen Ritterschaft immatrikuliert. Am 3. April 1862 erfolgte die russische Anerkennung der Berechtigung zur Führung des Baronstitels für das Gesamtgeschlecht. Zweige der Familie bestehen gegenwärtig fort.

## Angehörige
- Carl von Nolde (1759–1815), kurländischer Politiker[2]
- Eduard von Nolde (1849–1895), deutscher Orientreisender und Reiseschriftsteller

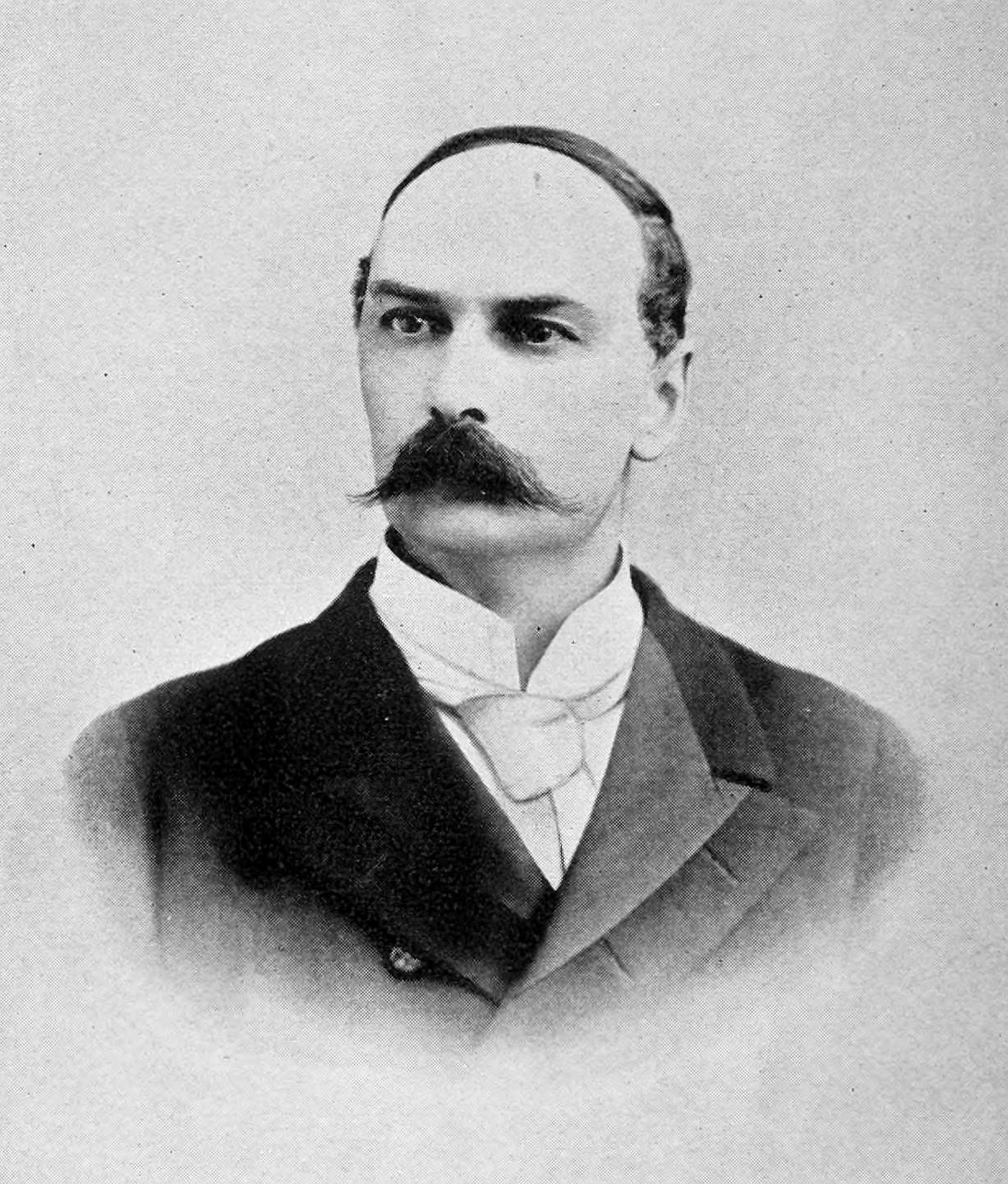
Eduard von Nolde (1849–1895)
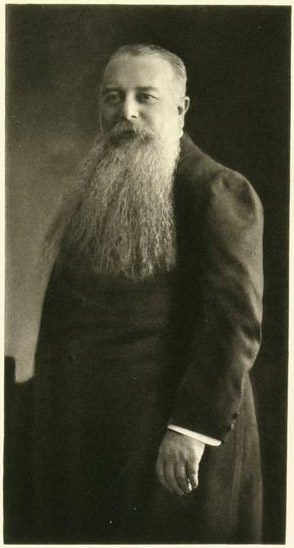
Emanuel von Nolde (1854–1909), Politiker
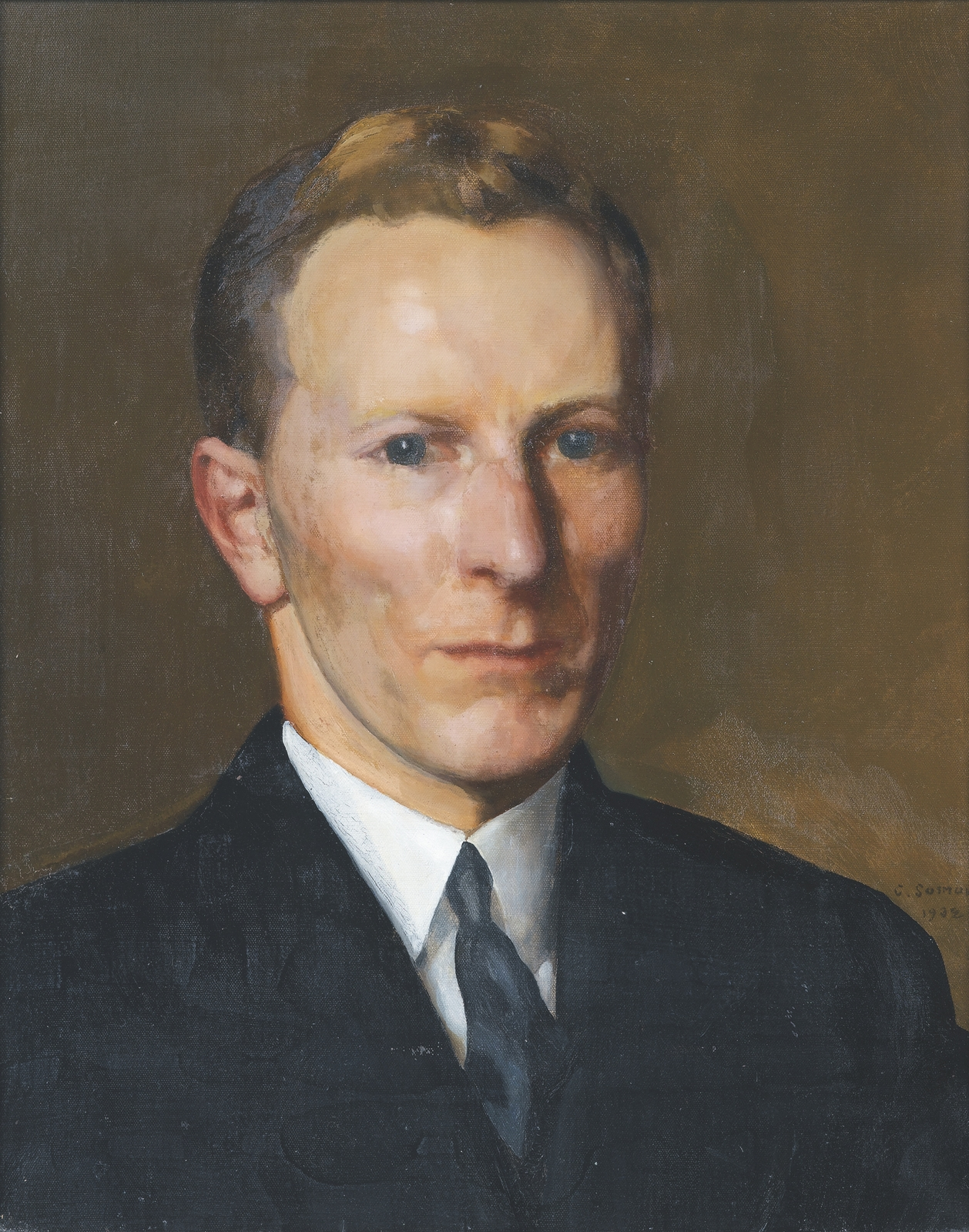
Boris von Nolde (1876–1948), Diplomat
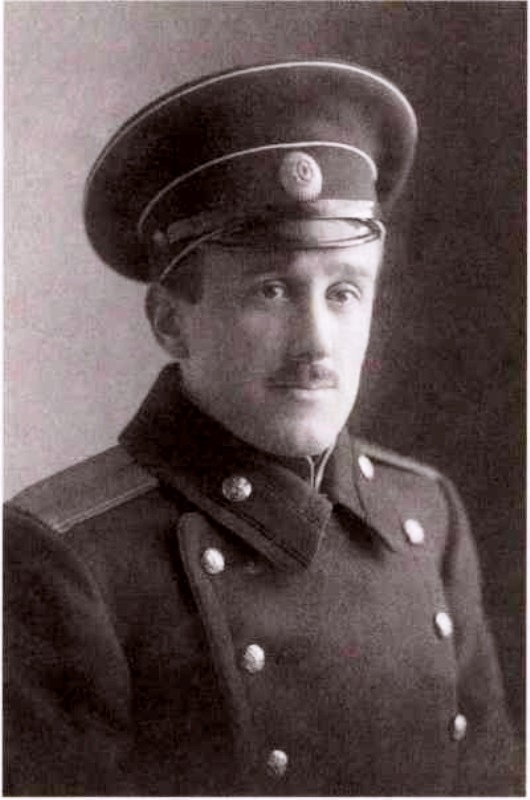
Boris von Nolde (1885–1936), Polarforscher

## Wappen
Das Wappen zeigt in Schwarz drei (2:1) goldene Heuschrecken, früher wohl fliegende Amseln. Auf dem Helm mit schwarz-goldenen Decken ein weiblicher Mohrenrumpf mit abfliegender goldener Kopfbinde.